# Daniel Riolobos III
Daniel Riolobos Villarreal (Ciudad de México; 21 de mayo de 1986) es un cantante mexicano, especializado principalmente en salsa y balada. Es nieto del cantante argentino Daniel Riolobos.
Obtuvo popularidad tras formar parte del reality show mexicano La Academia Bicentenario.

## Biografía
Daniel Riolobos Villarreal nació el 21 de mayo de 1986 en la Ciudad de México. Miembro de una dinastía de grandes cantantes románticos, creció con el gusto por la música romántica. Inicio su carrera a los 13 años de edad, cantando para diferentes partidos políticos y en mítines de varios candidatos. Al cumplir los 15 años de edad, comenzó su primera temporada artística en el legendario “Hotel Prim” donde tuvo su primer acercamiento a la bohemia mexicana.
A los 16 años de edad, fue apadrinado Juan Gabriel, uno de los máximos cantautores de México, quien le apoyó en su deseo de cantar y dedicarse a la música. El cantautor lo ayudó a estudiar y prepararse musicalmente y lo invitó a realizar una gira de conciertos en México y los Estados Unidos, en la cual tuvo un importante impacto con el público del Divo de Juárez.

## Carrera Artística

### 2004 - 2006: Inicios
Al cumplir los 18 años de edad, Daniel tuvo la oportunidad de grabar su primer disco en Miami. Frankie Marcos fue el responsable de esta producción llamada “El niño”.
En este disco, Daniel fue respaldado por el compositor mexicano Armando Manzanero, quien le obsequió 10 temas inéditos de su autoría. Cabe mencionar que Armando Manzanero fue pianista de su abuelo, Daniel Riolobos y en nombre de esa amistad y avalando su talento, brindó su apoyo a su nieto Daniel III.
Durante 2004, Daniel estuvo viviendo en Miami durante un año y tuvo la oportunidad de formar parte del elenco de la telenovela “Prisionera” de Telemundo, dónde tuvo su primera incursión en televisión internacional como actor.
A los 20 años de edad, Daniel empezó a estudiar actuación y conducción en el Centro de Educación Artística (CEA) en Televisa, donde obtuvo una invitación de parte del productor argentino Roberto Romagnoli al reality show “El Musical de los Famosos” dentro del programa “Muévete”, donde resultó triunfador.

### 2010 - 2012: TV Azteca y La Academia Bicentenario
En septiembre de 2010, Daniel recibió la invitación de la televisora TV Azteca para formar parte del reality show más importante de México “La Academia” donde realizó un importante papel y resultó finalista de la misma. Uno de los premios que obtuvo Daniel, fue el Ingresar al Centro de Formación Actoral para la Televisión (CEFAT) donde continuó preparándose como actor, conductor y locutor hasta 2011.
En 2012, fue invitado al elenco del reality show de imitación de TV Azteca llamado “Soy tú doble”, donde realizó un espectacular papel, dando muestra de su versatilidad y talento vocal, imitando la voz de personalidades como: Juan Gabriel, Eros Ramazzotti, Paquita la del Barrio, Alejandro Fernández, José José, entre muchos otros más, siendo eliminado en la tercera semana de dicho reality show.

### 2013 - 2020: Amar y Querer, Que Rico Mambo, Dinastía
En 2013, Daniel Riolobos III hizo su primera incursión en teatro musical con la obra “Amar Y Querer”, donde tuvo la oportunidad de trabajar a lado de figuras como: José José, Ninel Conde, Ivonne Montero, Aranza, José Joel, entre muchos otros más. Ese año fue nominado como revelación juvenil e inició una exitosa gira por la República Mexicana.
En 2014, formó parte del elenco “Que Rico Mambo”, donde compartió cartel con Dulce, Malillany Marín , Luis de Alba, Lis Vega, entre muchos otros más.
A principios de 2015, Daniel Riolobos III debutó como locutor del programa de radio “A lo Barrido” que se trasmitía por Romántica 1380 A.M., estación en Grupo Radiorama.
En 2016, Daniel graba su segunda producción discográfica titulada “Lo que piensan de mi” producida por uno de los arreglistas y músicos más reconocidos de México, Abraham Barrera, quien le compuso la música a 10 temas inéditos del poeta tabasqueño Ruben Pinzón.
Posteriormente, en 2017 graba su tercer disco “Homenaje” con las canciones más emblemáticas de su padre y abuelo Daniel Riolobos. Ese disco fue grabado en el centro de espectáculos por nombre “La Cueva de Rodrigo de la Cadena” que es conocida como la catedral de la bohemia en México. 
Ha realizado importantes temporadas en lugares emblemáticos de música en México como "La Cueva de Rodrigo de la Cadena", "Casa Regia", "Foro Viena", "Nostalgia", "El Lunario del Auditorio Nacional", etc. Se ha presentado con éxito en Argentina, país natal de su abuelo donde fue apadrinado por el gran Palito Ortega. Se ha presentado exitosamente en ciudades como Chicago, California y Miami.
A mediados de 2019, presentó una reedición del disco de Armando Manzanero titulada “Dinastía”, donde tuvo oportunidad de incursionar en la lista de los diez más populares de la radio en México. Fue el tema “Muy Junto a tí” el elegido para grabar un videoclip, a lado de la actriz y cantante Ivonne Montero. Este tema fue estrenado en la estación Stereo Joya con Mariano Osorio.
A principios de 2020, Daniel presentó su tema y videoclip "Amigos Nada Más", autoría del compositor mexicano Rodrigo de la Cadena.

### 2020 - Actualidad: incursión en la salsa
Empezando el 2021, Daniel estrenó "Caricias Nuevas", un disco en género de salsa romántica que incluye 10 temas de autores muy reconocidos como el maestro Martín Urieta y Carlos Macías, entre otros. En este disco se incluyen 2 videoclips y duetos con el mismo Carlos Macías y la cantante mexicana Aranza.

## Discografía
- 2004: El Niño'
- 2016: Lo Que Piensan De Mí
- 2017: Homenaje
- 2019: Dinastía
- 2020: Amigos Nada Más
- 2021: Caricias Nuevas